# Paula Scher
Paula Scher (Washington, 6 de octubre de 1948) es una diseñadora gráfica y artista estadounidense. Fue la primera directora de la agencia de diseño Pentagram, a la que se unió en 1991.

## Biografía
Hija de un cartógrafo y una profesora, Paula Scher creció en un ambiente contaminado entre las ciudades de Washington D. C. y Filadelfia.

### Carrera
Estudió Bellas Artes en Pensilvania, en la escuela de arte Tyler de Elkins Park. Allí fue alumna de Seymour Chwast, con quien se casó en 1973. Posteriormente se trasladó a Nueva York y se inició en el mundo profesional encargándose de la maquetación de la sección infantil de la editorial Random House.
Su siguiente contrato vino dado por la compañía CBS Records, donde fue contratada para trabajar en su departamento de publicidad y promociones, y de ahí pasó a trabajar en Atlantic Records, ejerciendo como directora de arte. Un año después de su marcha, CBS volvió a contratarla también como directora de arte para que se encargara del departamento de portadas. Permaneció durante ocho años, diseñando algunas portadas que se han convertido en iconos de la cultura musical.
En 1982 inició su carrera independiente y en 1984, junto con Terry Koppel fundó Koppel & Scher, compañía que estuvo en funcionamiento durante siete años y desde la que desarrollaron trabajos de identidad corporativa, campañas de publicidad y editorial.
En 1991, Koppel aceptó el cargo de director creativo de la revista Esquire y Scher se unió a Pentagram, convirtiéndose en socia de la oficina de Nueva York.
Desde entonces, las obras de Scher se llevan a cabo en las colecciones del Museo de Arte Moderno de Nueva York, la Biblioteca del Congreso en Washington D. C. y el Museo de Arte de Filadelfia, entre otros.
Hoy en día ha diseñado para algunas de las identidades corporativas y logotipos más populares del panorama internacional, como el rediseño de la imagen de Windows y Citibank o el logotipo del MoMA y la identidad de The Metropolitan Opera.
Scher participó en la primera temporada de la serie documental Netflix Abstract: The Art of Design.

## Diseños

Logo de Tiffany & Co (2003)
Logo de Windows (2012)
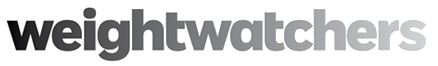
Logo de Weightwatchers (2012)
Logo de Republic Records (2012)
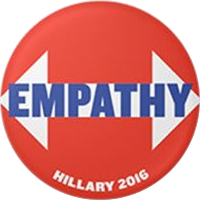
Chapa Empathy de Hillary Clinton para las elecciones presidenciales (2016)
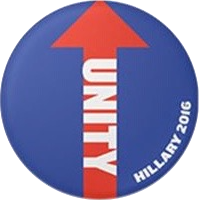
Chapa Unity de Hillary Clinton para las elecciones presidenciales (2016)
Logo de la Biblioteca del Congreso de Estados Unidos (2018)

## Pinturas
Paula Scher también produce grandes pinturas. Estos son principalmente mapas de los Estados Unidos y la ciudad de Nueva York, cargados de tipografía informativa, y también de Europa en diferentes formas. Comenzó a pintar como una forma de mantener el trabajo manual cuando el diseño gráfico se redujo a la computadora.

## Reconocimientos
- Nominada al American Book Award por The Honeymoon Book, 1981
- Premio Chrysler por la Innovación en el Diseño, 2000
- Medalla AIGA, 2001
- Premio Nacional de Diseño Cooper Hewitt Smithsonian, 2013